# Gianvito Plasmati
Gianvito Plasmati (ur. 28 stycznia 1983 w Materze) – włoski piłkarz występujący na pozycji napastnika. Obecnie gra w drużynie Catanii.

## Kariera piłkarska
Gianvito Plasmati jest wychowankiem drużyny Ferrandina. Do 2006 grywał w klubach z Serie C1 i niższych lig. Potem jednak podpisał kontrakt z grającą w Serie A Catanią, jednak zanim zadebiutował w lidze, to został wypożyczony do Crotone. Tutaj zaliczył 9 meczów w Serie A, a od rundy wiosennej powrócił do Catanii i zagrał 1 spotkanie w najwyższej lidze we Włoszech.
Sezon 2007/2008 rozpoczął w Foggii, gdzie trafił na zasadzie współwłasności z klubem z Sycylii. Po roku wrócił do Catanii i częściej otrzymywał szansę na grę w Serie A.
1 lutego 2009 został wypożyczony do ligowego rywala – Atalanty BC. Działacze drużyny z Bergamo nie byli jednak zainteresowani dalszą współpracą z Plasmatim i po sezonie zawodnik powrócił do Catanii.